# Taufa'ahau Tupou IV
Taufa'ahau Tupou IV (Nuku'alofa, 4 juli 1918 - Auckland, 10 september 2006) was koning van Tonga sinds het overlijden van zijn moeder Salote Tupou III in 1965. Zijn gemalin was koningin Halaevalu Mata'aho, geboren in 1926. Tupou IV besteeg in 1965 de troon en was daarmee een van de langst regerende vorsten.

## Carrière

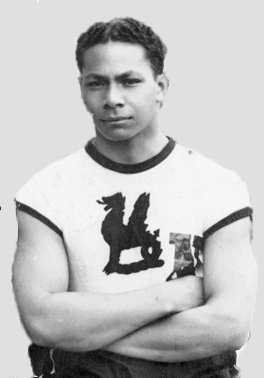
Taufa'ahau in 1936

Taufa'ahau Tupou IV was actief sporter (oa. hoogspringen en roeien) en religieus spreker in zijn jeugd, en hij studeerde rechten aan de universiteit van Sydney, Australië. Hiermee wordt hij als de eerste inwoner van Tonga met een diploma gezien. Hij werd door zijn moeder in 1943 benoemd tot minister van Onderwijs, in 1944 tot minister van Gezondheidszorg en in 1949 tot premier. Hij was tot zijn dood nog steeds een religieus spreker binnen de Free Wesleyan Church.
Als kroonprins en als koning onderhield hij nauwe contacten met Nederland, vooral op maritiem gebied. In 1959 bezocht hij Nederland vanwege de bouw van de coaster Aoniu en de sleepboot Hifofua bij scheepswerf Niestern in Delfzijl in opdracht van Tonga Copra Board in Nuku'alofa. De Nederlander Joop Schut begeleidde drie jaar lang de opleiding van Tonganese zeelieden. In oktober 1985 bezocht de koning Rotterdam om zich te oriënteren op het gebied van havenontwikkeling.

## Reputatie
Taufa'ahau Tupou IV had veel politieke macht en invloed in Tonga's aristocratische overheidssysteem - 70% van het parlement bestaat uit aristocraten. Zijn controversiële rol in een investeringsschandaal zorgde er wel voor dat er steeds meer stemmen opgingen voor een grotere doorzichtigheid van de overheid, en meer democratisering van processen.
Hoewel hij een actief sporter was geweest, was Tupou een van de dikste koningen ooit - in de zeventiger jaren woog hij meer dan 200 kg.

## Dood
Op 15 augustus 2006 liet de Tongaase premier Feleti Sevele de radio-en televisie-uitzendingen staken om aan te kondigen dat de koning erg ziek opgenomen was in een ziekenhuis in Auckland; hierbij vroeg hij de 104.000 inwoners van het land voor de koning te bidden. De koning stierf een maand later, iets na middernacht op 10 september 2006 aan een onbekende ziekte. Hij werd opgevolgd door zijn zoon, kroonprins Tupouto'a. 

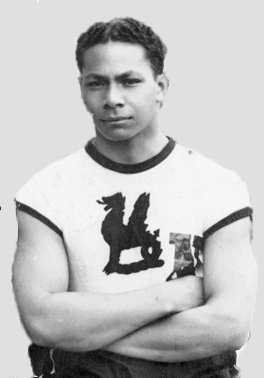
Kroonprins Taufa'ahau (1936)
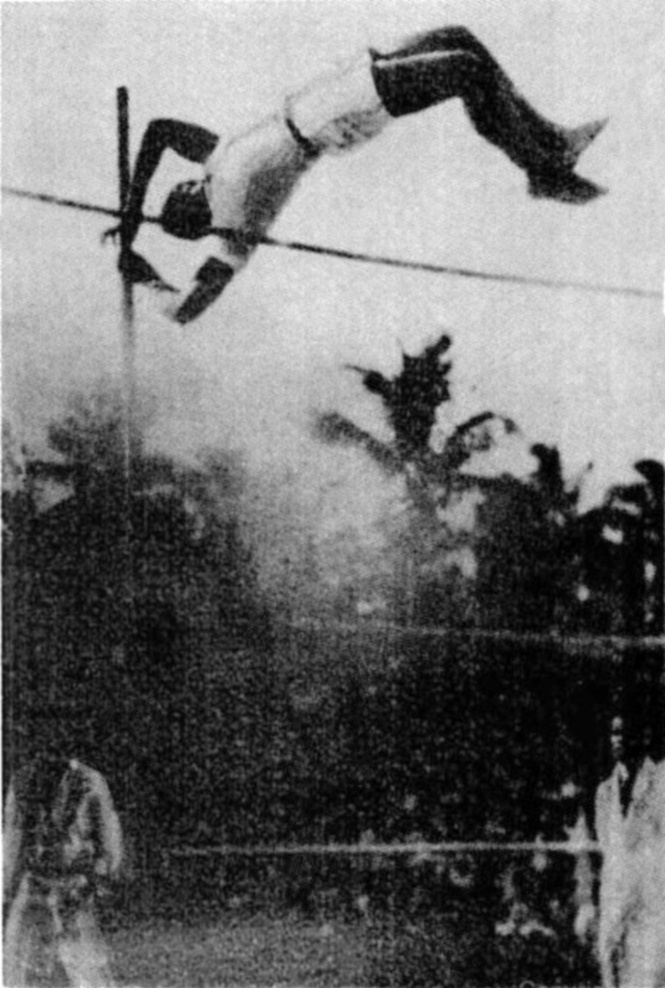
ca. 1935